# Sortie de secours
Pour les articles homonymes, voir Sortie de secours (homonymie).

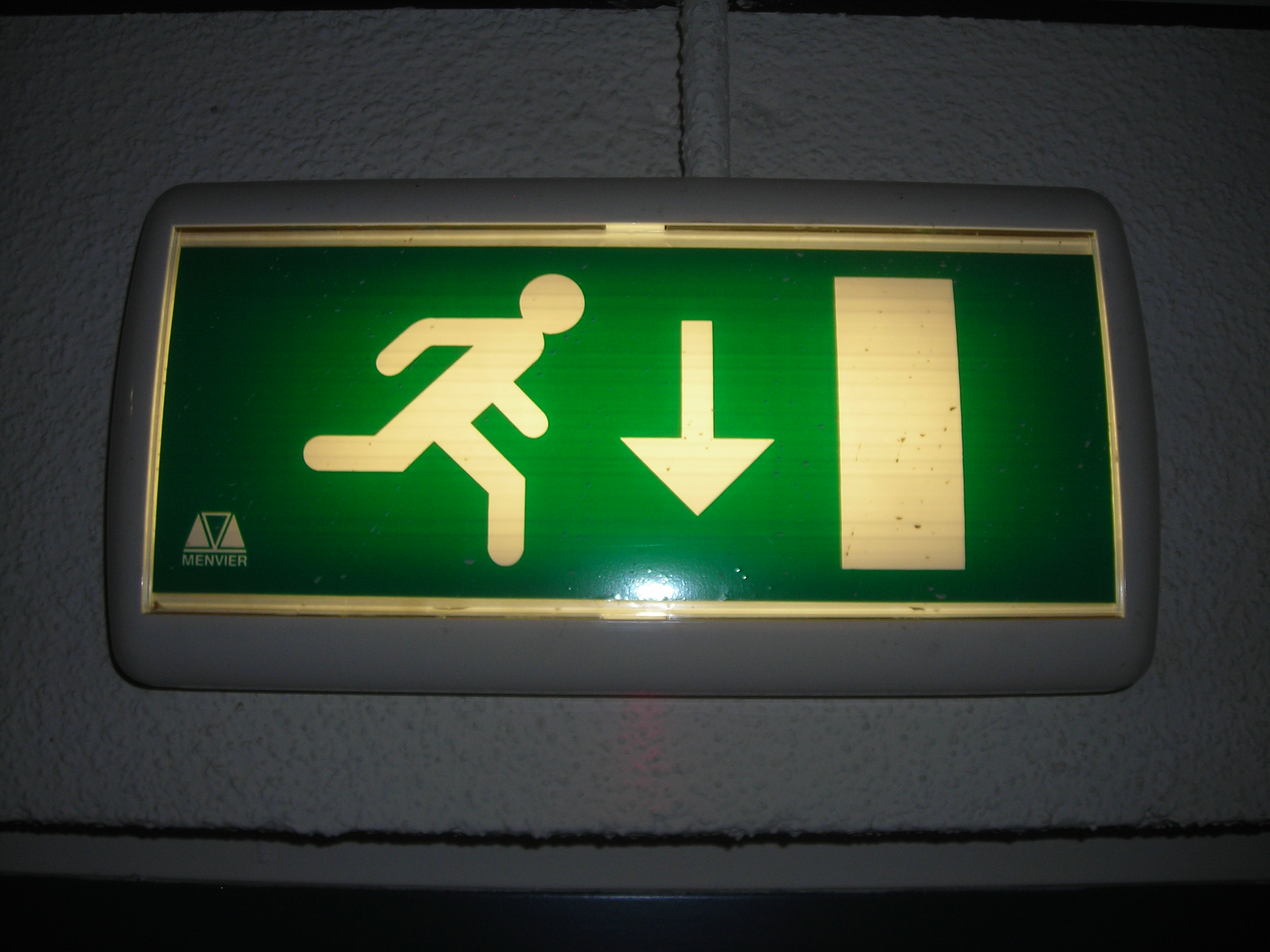
Signalisation typique d'une sortie de secours dans certains pays d'Europe

Une sortie de secours, ou issue de secours, est une sortie aménagée dans une pièce, un bâtiment ou un moyen de transport pour permettre une évacuation rapide des lieux par les personnes en cas d'incendie ou d'événement grave (attentats, catastrophes climatiques...).
Une sortie de secours est réglementée, selon la taille du bâtiment, le nombre et la catégorie de personnes qu'il accueille.

## Histoire

panneau de sortie de secours conçu par le professeur Yukio Ota et son équipe à l'université d'art de Tama au Japon en 1982

Le panneau de sortie de secours conçu par le professeur Yukio Ota et son équipe à l'université d'art de Tama au Japon en 1982 indiquait que « cette porte est disponible pour s'échapper » par une figure humaine courant vers l'entrée de la porte. 
En 1987, elle a été adoptée par l'Organisation internationale de normalisation (ISO) comme signal de sortie de secours, et la norme BS 5499 a également été adoptée.
Elle a été adoptée au Royaume-Uni, au Japon, en Corée du Sud, en Thaïlande, en Norvège, à New York (selon LL26[réf. souhaitée]), au Canada, en République populaire de Chine, en République de Chine et à Hong Kong.

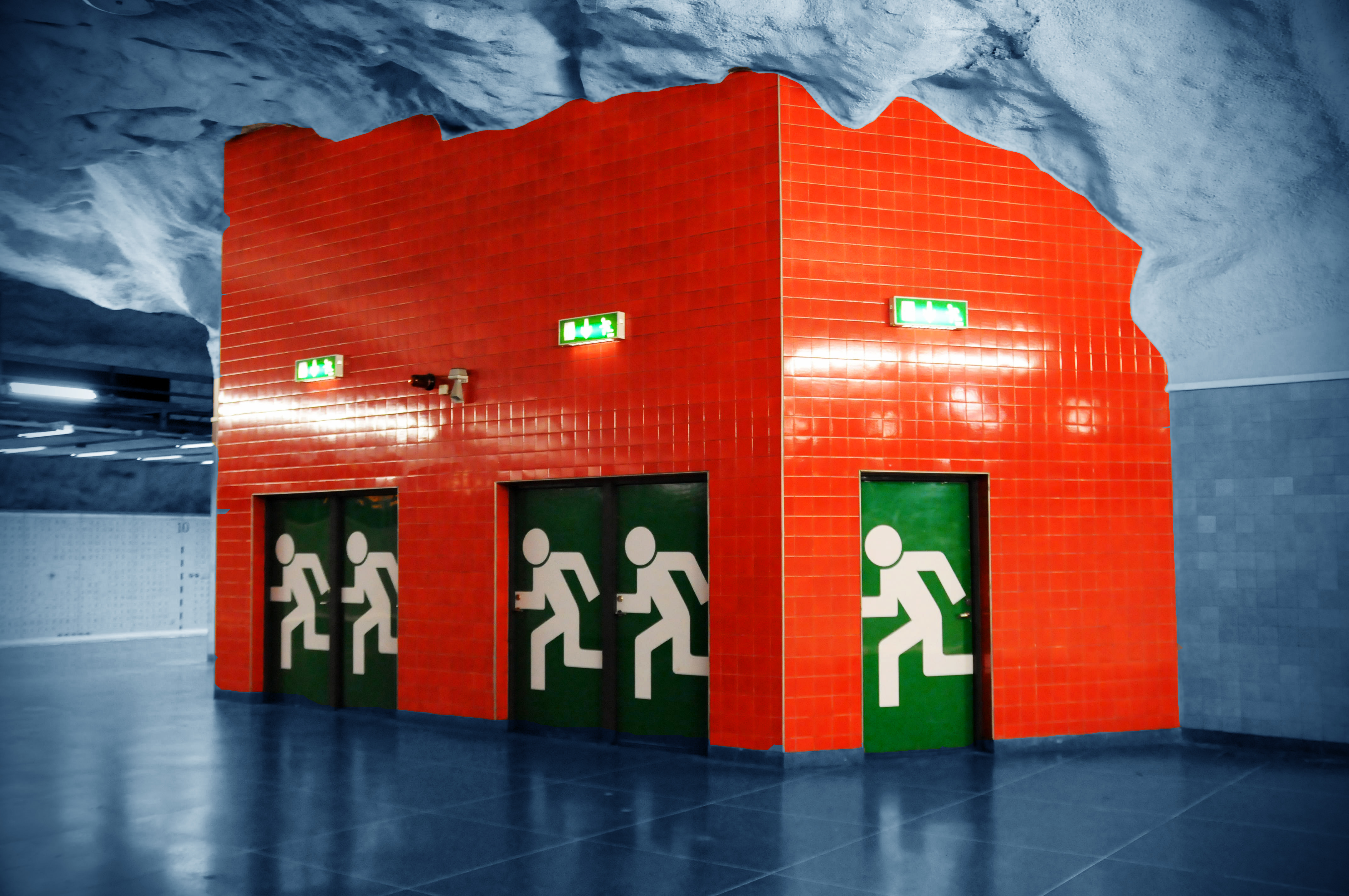
Sortie de secours de la station du métro de Stockholm, en Suède.

## Bâtiments immeubles

### En France
On peut trouver plusieurs catégories selon les réglementations. 
Dépendant du nombre de la capacité d'accueil, :
- catégorie 1 : supérieure ou égale à 1 500 personnes ;
- catégorie 2 : comprise entre 701 et 1 500 personnes ;
- catégorie 3 : comprise entre 301 et 700 personnes ;
- catégorie 4 : inférieure ou égale à 300 personnes sauf les bâtiments de catégorie 5 ;
- catégorie 5 : bâtiment qui accueille un nombre de personnes en dessous de la capacité d’accueil de celui-ci.

Dépendant de la fonction du bâtiment :
- J : bâtiment accueillant les personnes âgées ou personnes handicapées
- L : Salles d’auditions, de conférences, de spectacles...
- M : Centres commerciaux
- N : Restaurants
- O : Hôtels
- P : Salles de danse et salles de jeux
- R : Établissements d’enseignement, colonies de vacances...
- S : Bibliothèques, médiathèques, centres de documentation...
- T : Salles d’exposition
- U : Établissements sanitaires, hôpital, centre de soins...
- V : Établissements de culte, églises, mosquées, synagogues...
- W : Banques, bureaux, administration...
- X : Établissements sportifs couverts, stade, gymnase...
- Y : Musées

## Transports

### Autocar

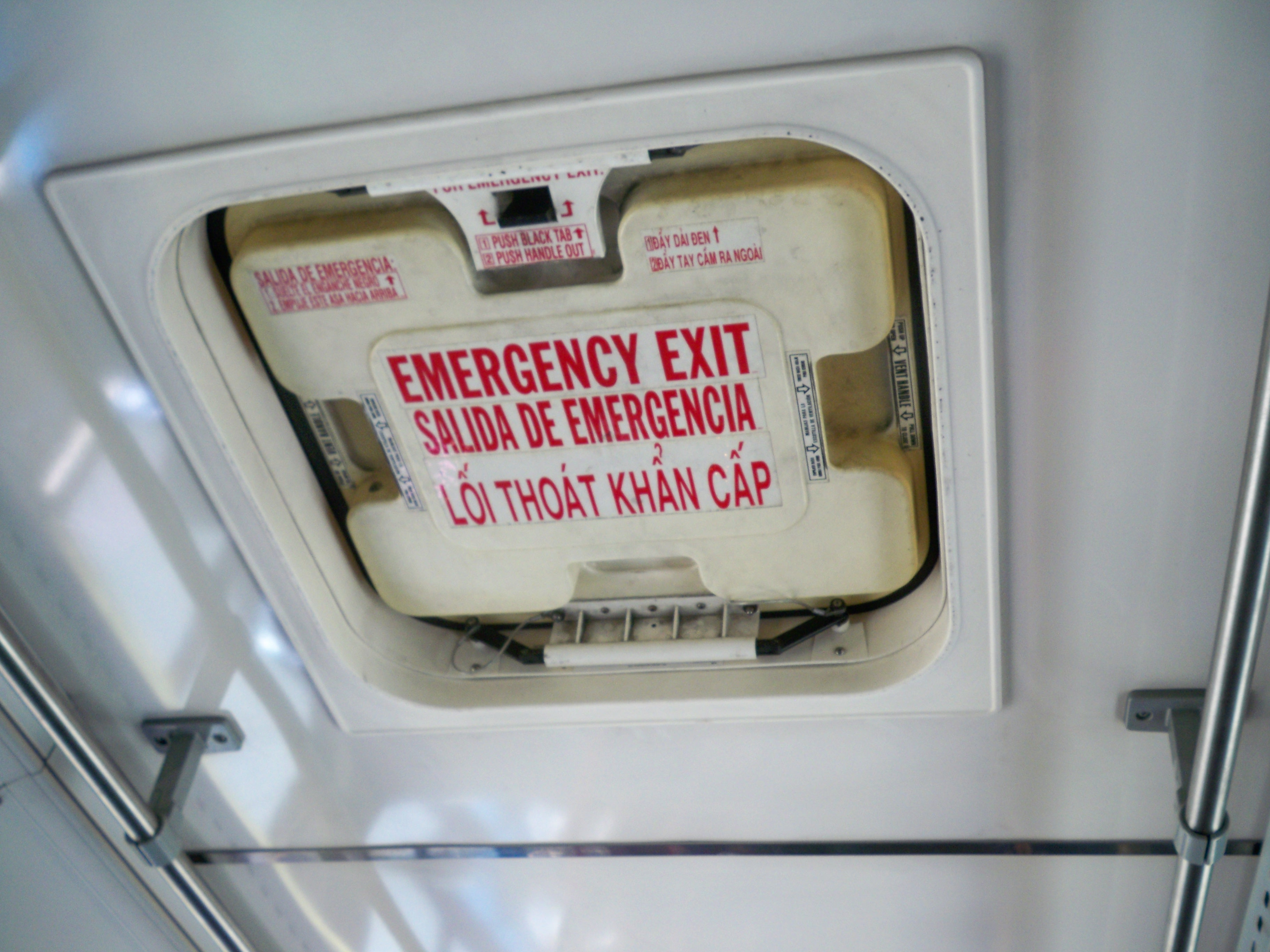
Issue de secours d'un bus/car public, en langues anglaises espagnoles et vietnamienne

#### Terminologie ONU
Le règlement 107 de l'ONU prévoir la terminologie suivante :
- Porte de service : une porte destinée à être utilisée par les voyageurs dans des conditions normales d'utilisation, le conducteur étant assis.
- Porte double : une porte offrant deux passages d'accès ou leur équivalent.
- Porte coulissante : une porte s'ouvrant ou se fermant uniquement par glissement sur un ou plusieurs rails rectilignes ou presque rectilignes.
- Porte de secours : une porte destinée à n'être utilisée comme issue par les voyageurs que dans des circonstances exceptionnelles et, en particulier, en cas de danger.
- Fenêtre de secours : une fenêtre, non nécessairement vitrée, destinée à n'être utilisée comme issue par les voyageurs qu'en cas de danger.
- Fenêtre double ou multiple : une fenêtre de secours qui, divisée en deux ou plusieurs parties par une (des) verticale(s) ou un (des) plan(s) vertical (verticaux) imaginaire(s), présente deux ou plusieurs parties conformes aux prescriptions applicables quant aux dimensions et à l'accès à une fenêtre de secours normale.
- Trappe d'évacuation : une ouverture dans le toit ou le plancher destinée à n'être utilisée comme issue par les voyageurs qu'en cas de danger.
- Issue de secours : une porte de secours, une fenêtre de secours ou une trappe d'évacuation.
- Issue : une porte de service, un escalier intérieur, un demi-escalier ou une issue de secours[3].

#### Règlementation ONU
Le règlement 107 de l'ONU relatif aux véhicules des catégories M2 ou M3 traite des chapitres suivants :
- le nombre d'issues
- l'emplacement des issues
- les dimensions minimales des issues
- les prescriptions techniques pour toutes les portes de service
- les prescriptions techniques complémentaires pour les portes de service commandées
- les prescriptions techniques complémentaires pour les portes de service automatiques
- les prescriptions techniques pour les portes de secours
- les prescriptions techniques pour les fenêtres de secours
- les prescriptions techniques pour les trappes d'évacuation
- les prescriptions techniques pour les marches rétractables
- la signalisation de sécurité
- l'éclairage de la porte de service[3].

#### Autocars français
En France les autocars peuvent être doté de sortie de secours situées sur le toit pour être utilisées en cas d'autocar allongé sur son flanc. Les vitres peuvent également être marquées « issue de secours » pour permettre une sortie si la vitre s'ouvre ou si la vitre peut être cassée par un marteau.
Dans le cas ou un marteau doit être utilisé, il doit être utilisé dans le coin de la vitre, sans que personnes ne regarde la vitre et en même temps en protégeant la main des éclats de verre.

#### Terminologie de la législation française
Depuis le 2 juillet 1982, la législation française distingue les termes suivants :
- porte de secours : une porte autre qu'une porte de service, destinée à n'être utilisée comme issue par les passagers que dans des circonstances exceptionnelles, et en particulier en cas de danger ;
- fenêtre de secours : une fenêtre, non nécessairement vitrée, destinée à n'être utilisée comme issue par les passagers qu'en cas de danger ;
- fenêtre de secours double : une fenêtre de secours qui, divisée en deux par une ligne verticale (ou un plan) imaginaire présente deux parties conformes aux prescriptions applicables, quant aux dimensions et à l'accès, à une fenêtre de secours normale ;
- dispositif d'évacuation des fumées : des ouvertures disposées dans le toit du véhicule visant, en cas d'incendie, à assainir l'atmosphère à l'intérieur du véhicule pendant son évacuation par les passagers ;
- trappe d'évacuation des passagers : une ouverture dans le plancher ou dans le toit destinée à n'être utilisée comme issue par les passagers qu'en cas de danger ;
- issue de secours : une porte de secours, une fenêtre de secours ou une trappe d'évacuation des passagers ;
- issue : une porte de service ou une issue de secours[6].

#### Nombres d'issues sur les autocars Français
| Nombre de places hors le conducteur | Issues autocar | Portes autobus |
| ----------------------------------- | -------------- | -------------- |
| <=15                                | 3              | 1              |
| 16 à 22                             | 4              | 1              |
| 23 à 30                             | 4              | 2              |
| 30 à 45                             | 5              | 2              |
| 46 à 60                             | 6              | 2              |
| 61 à 75                             | 7              | 3              |
| 76 à 90                             | 8              | 3              |
| 91 à 95                             | 9              | 3              |
| 95 à 105                            | 9              | 4              |

### Trains et tramways

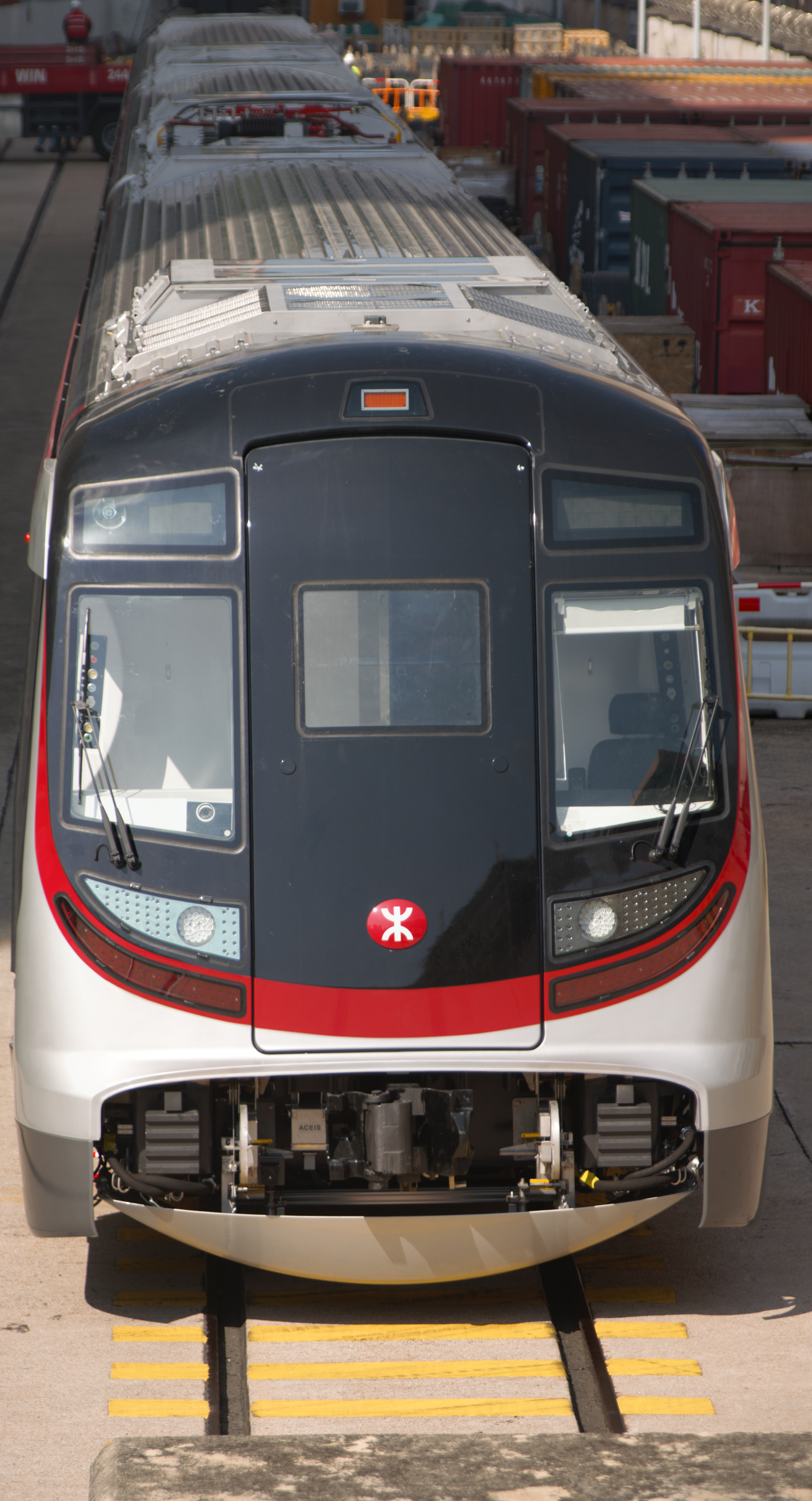
La sortie de secours de EAE Hyundai Rotem de la MTR situé au milieu des deux têtes / extrémités de train, ce qui nécessite d'ouvrir en activant les mécanismes.

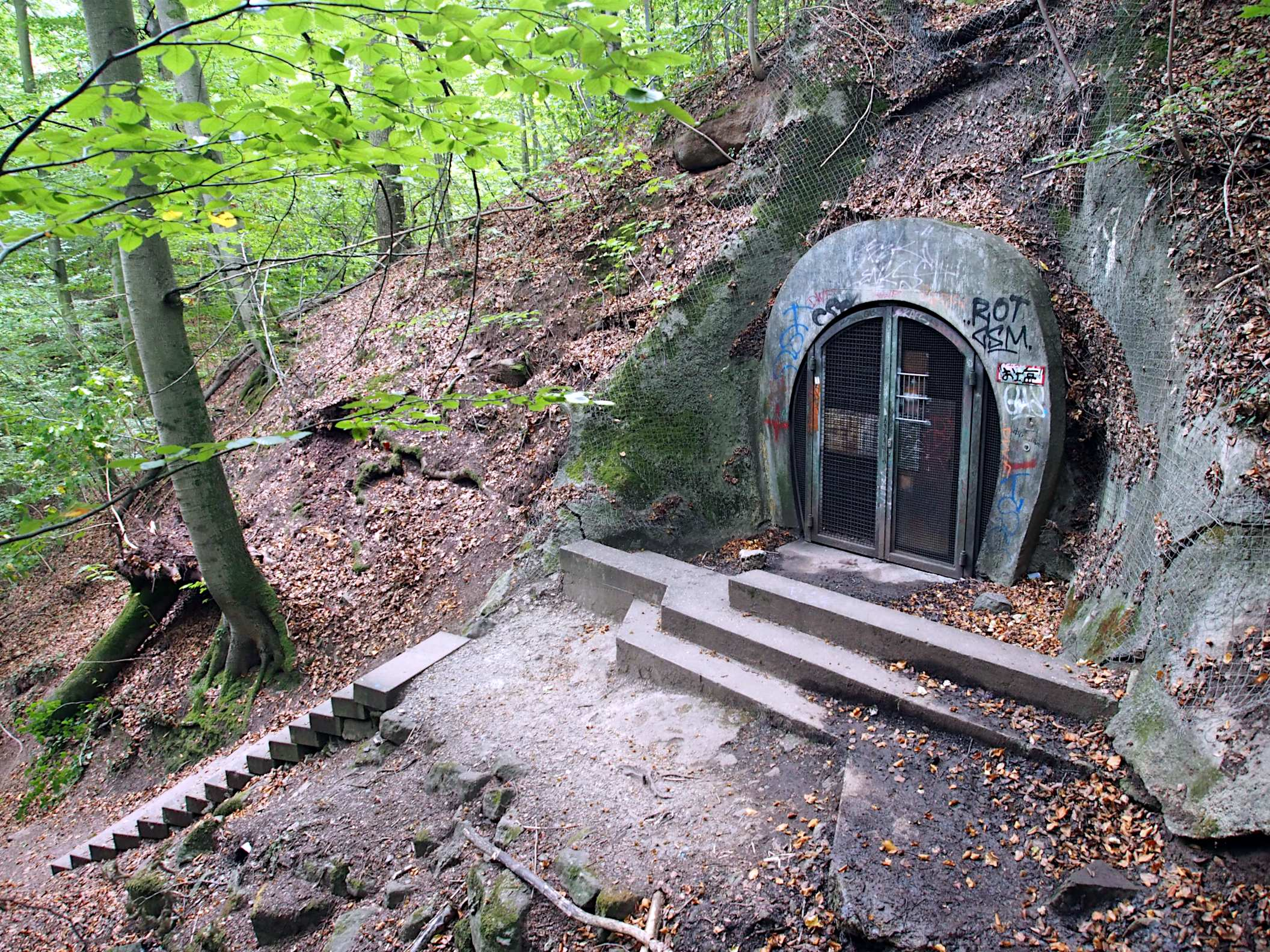
Sortie de secours extérieure S-Bahn de Stuttgart

#### Trains européens
Dans l'Union européenne, les issues de secours sont encadrées par le règlement (UE) no 1302/2014.

« Les issues de secours doivent être prévues en quantités suffisantes le long des couloirs de déplacement des deux côtés de l'unité ; elles doivent être signalées et être accessibles et suffisamment grandes pour permettre l'évacuation des personnes piégées.
Une issue de secours doit pouvoir être ouverte par un passager de l'intérieur du train.
Toutes les portes extérieures pour passagers doivent être équipées de dispositifs d'ouverture de secours permettant
d'en faire des issues de secours potentielles (...)
Chaque véhicule conçu pour contenir jusqu'à 40 passagers doit posséder au moins deux issues de secours.
Chaque véhicule conçu pour contenir plus de 40 passagers doit posséder au moins trois issues de secours.
Chaque véhicule doit posséder au moins une issue de secours de chaque côté.
Le nombre de portes et leurs dimensions doivent permettre l'évacuation complète en trois minutes des passagers sans
leurs bagages. Il est permis d'envisager que les voyageurs à mobilité réduite seront aidés par d'autres voyageurs ou par le personnel du train, et que les personnes en fauteuil roulant seront évacuées sans leur fauteuil roulant. »

— Règlement (UE) no 1302/2014.

### Avions et bateaux

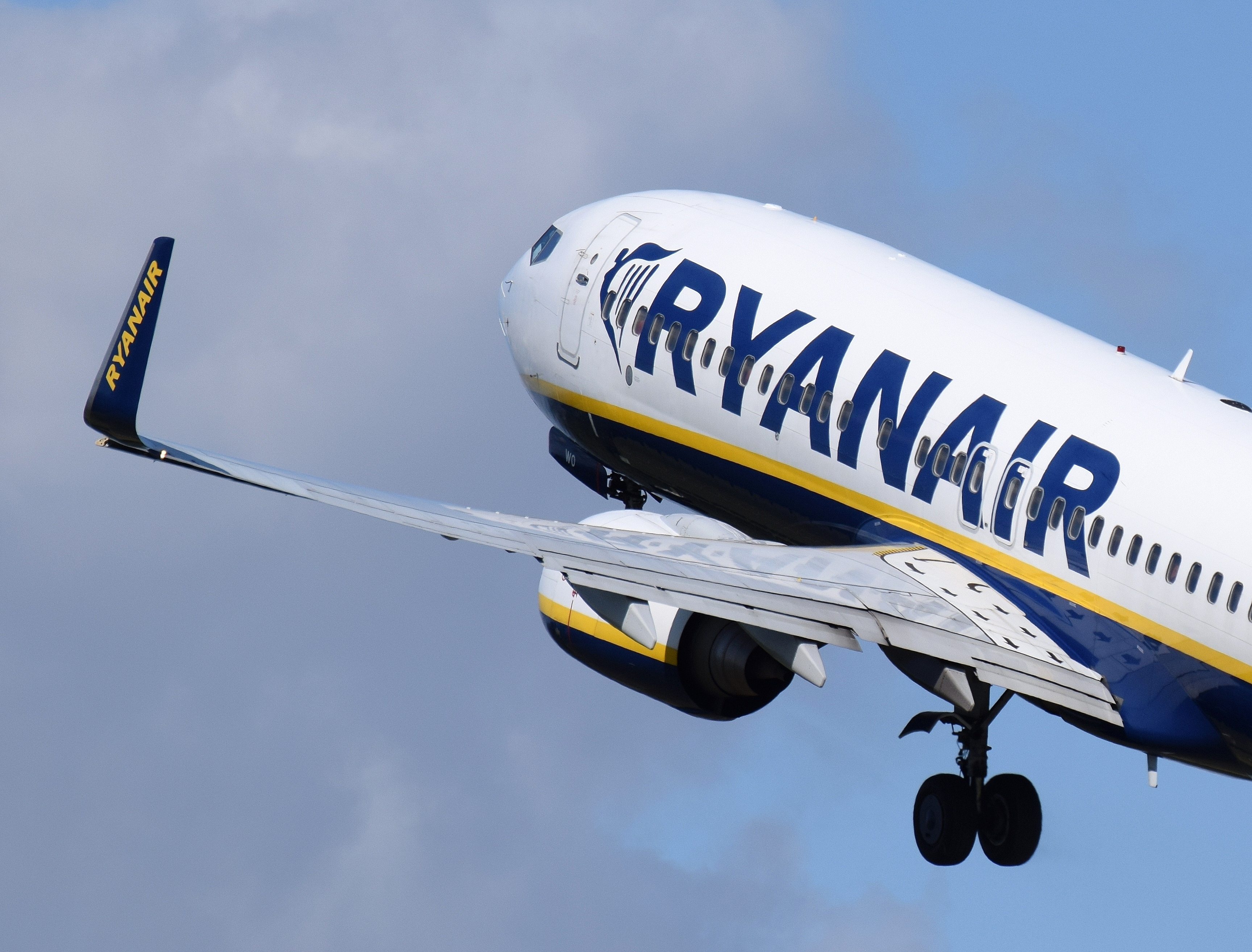
Décollage Boeing 737-800 Ryanair avec deux portes d'issues de secours sur les ailes

En aéronautique, une sortie est l'une des portes principales (portes d'entrée du côté bâbord de l'avion et portes de service du côté tribord) et une « sortie de secours » est définie comme une porte qui n'est jamais utilisée sauf en cas d'urgence (comme les sorties d'aile et les sorties armées en permanence). Les passagers assis dans les rangées de sortie peuvent être appelés à aider et à ouvrir les sorties en cas d'urgence.